# Деулемон
Деулемон (фр. Deûlémont) насеље је и општина у североисточној Француској у региону Север-Па д Кале, у департману Север која припада префектури Лил.
По подацима из 2011. године у општини је живело 1687 становника, а густина насељености је износила 169,72 становника/km². Општина се простире на површини од 9,94 km². Налази се на средњој надморској висини од 16 метара (максималној 20 m, а минималној 11 m).

## Демографија
| 1962. | 1968. | 1975. | 1982. | 1990. | 1999. | 2011. |
| ----- | ----- | ----- | ----- | ----- | ----- | ----- |
| 834   | 866   | 951   | 1.360 | 1.368 | 1.461 | 1.687 |

График промене броја становника у току последњих година